# Liste des choix de repêchages des Flames d'Atlanta
Cette liste contient tous les joueurs de hockey sur glace ayant été repêchés par les Flames d'Atlanta, franchise de la Ligue nationale de hockey. Les joueurs listés ci-dessus n'ont pas obligatoirement joué un match sous le maillot de l'équipe.
Elle regroupe les joueurs depuis le premier repêchage auquel les Flames ont participé en  1972 jusqu'à celui de 1979, le dernier que l'équipe de l'état de la Géorgie a pris part,. L'année suivante la franchise déménage à Calgary et devient les Flames de Calgary. Les joueurs sont classés par année de repêchage. Les deux premières colonnes donnent le rang et le tour duquel le joueur a été repêché suivis de son nom, de sa nationalité et de sa position de jeu.

## 1972
| No  | Tour | Nom              | Nationalité | Position       |
| --- | ---- | ---------------- | ----------- | -------------- |
| 2   | 1er  | Jacques Richard  | Canada      | Ailier Gauche  |
| 18  | 2e   | Dwight Bialowas  | Canada      | Défenseur      |
| 34  | 3e   | Jean Lemieux     | Canada      | Défenseur      |
| 50  | 4e   | Don Martineau    | Canada      | Ailier droit   |
| 78  | 5e   | Jean-Paul Martin | Canada      | Centre         |
| 82  | 6e   | Frank Blum       | Canada      | Gardien de but |
| 98  | 7e   | Scott Smith      | Canada      | Ailier gauche  |
| 114 | 8e   | Dave Murphy      | Canada      | Centre         |
| 130 | 9e   | Pierre Roy       | Canada      | Défenseur      |
| 132 | 9e   | Jean Lamarre     | Canada      | Ailier droit   |

## 1973
| No  | Tour | Nom           | Nationalité | Position      |
| --- | ---- | ------------- | ----------- | ------------- |
| 2   | 1er  | Tom Lysiak    | Canada      | Centre        |
| 16  | 1er  | Vic Mercredi  | Canada      | Centre        |
| 21  | 2e   | Eric Vail     | Canada      | Ailier gauche |
| 53  | 4e   | Dean Talafous | États-Unis  | Centre        |
| 69  | 5e   | John Flesch   | Canada      | Ailier droit  |
| 85  | 6e   | Ken Houston   | Canada      | Ailier droit  |
| 101 | 7e   | Tom Machowski | États-Unis  | Défenseur     |
| 117 | 8e   | Bob Law       | Canada      | Ailier droit  |
| 133 | 9e   | Bob Bilodeau  | Canada      | Défenseur     |
| 148 | 10e  | Glen Surbey   | Canada      | Défenseur     |
| 149 | 10e  | Guy Ross      | Canada      | Défenseur     |
| 162 | 11e  | Greg Fox      | Canada      | Défenseur     |

## 1974
| No  | Tour | Nom              | Nationalité | Position       |
| --- | ---- | ---------------- | ----------- | -------------- |
| 28  | 2e   | Guy Chouinard    | Canada      | Centre         |
| 46  | 3e   | Dick Spannbauer  | États-Unis  | Défenseur      |
| 58  | 4e   | Pat Ribble       | Canada      | Défenseur      |
| 64  | 4e   | Cam Botting      | Canada      | Ailier droit   |
| 82  | 5e   | Jerry Badiuk     | Canada      | Défenseur      |
| 100 | 6e   | Bill Moen        | États-Unis  | Gardien de but |
| 118 | 7e   | Peter Brown      | États-Unis  | Défenseur      |
| 135 | 8e   | Tom Linskog      | Canada      | Défenseur      |
| 152 | 9e   | Larry Hopkins    | Canada      | Ailier gauche  |
| 167 | 10e  | Louis Loranger   | Canada      | Centre         |
| 182 | 11e  | Randy Montgomery | Canada      | Ailier gauche  |

## 1975
| No  | Tour | Nom              | Nationalité | Position       |
| --- | ---- | ---------------- | ----------- | -------------- |
| 8   | 1er  | Richard Mulhern  | Canada      | Défenseur      |
| 26  | 2e   | Richard Bowness  | Canada      | Ailier droit   |
| 62  | 4e   | Dale Ross        | Canada      | Attaquant      |
| 80  | 5e   | Willi Plett      | Canada      | Ailier droit   |
| 98  | 6e   | Paul Heaver      | Royaume-Uni | Défenseur      |
| 116 | 7e   | Dale McMullin    | Canada      | Ailier gauche  |
| 134 | 8e   | Rick Piche       | Canada      | Défenseur      |
| 150 | 9e   | Nick Sanza       | Canada      | Gardien de but |
| 167 | 10e  | Brian O'Connell  | Canada      | Gardien de but |
| 181 | 11e  | Joe Augustine    | États-Unis  | Défenseur      |
| 192 | 12e  | Torbjörn Nilsson | Suède       | Attaquant      |
| 216 | 16e  | Gary Gill        | Canada      | Ailier gauche  |

## 1976
| No | Tour | Nom               | Nationalité | Position       |
| -- | ---- | ----------------- | ----------- | -------------- |
| 8  | 1er  | David Shand       | Canada      | Défenseur      |
| 10 | 1er  | Harold Phillipoff | Canada      | Ailier gauche  |
| 28 | 2e   | Robert Simpson    | Canada      | Ailier gauche  |
| 46 | 3e   | Rick Hodgson      | Canada      | Défenseur      |
| 64 | 4e   | Kent Nilsson      | Suède       | Centre         |
| 82 | 5e   | Mark Earp         | Canada      | Gardien de but |

## 1977
| No  | Tour | Nom                 | Nationalité | Position       |
| --- | ---- | ------------------- | ----------- | -------------- |
| 20  | 2e   | Miles Zaharko       | Canada      | Défenseur      |
| 28  | 2e   | Don Lawrence        | Canada      | Centre         |
| 31  | 2e   | Brian Hill          | Canada      | Centre         |
| 72  | 4e   | James Craig         | États-Unis  | Gardien de but |
| 82  | 5e   | Curt Christopherson | États-Unis  | Défenseur      |
| 100 | 6e   | Bernie Harbec       | Canada      | Centre         |
| 118 | 7e   | Bob Gould           | Canada      | Ailier droit   |
| 133 | 8e   | Jimmy Bennett       | États-Unis  | Centre         |
| 148 | 9e   | Tim Harrer          | États-Unis  | Ailier droit   |

## 1978
| No  | Tour | Nom                  | Nationalité          | Position       |
| --- | ---- | -------------------- | -------------------- | -------------- |
| 11  | 1er  | Brad Marsh           | Canada               | Défenseur      |
| 47  | 3e   | Tim Bernhardt        | Canada               | Gardien de but |
| 64  | 4e   | Jim McRae            | Canada               | Ailier gauche  |
| 80  | 5e   | Gord Wappel          | Canada               | Défenseur      |
| 97  | 6e   | Greg Meredith        | Canada               | Ailier droit   |
| 114 | 7e   | Dave Hindmarch       | Canada               | Ailier droit   |
| 131 | 8e   | Dave Morrison        | Canada               | Ailier droit   |
| 148 | 9e   | Doug Todd            | Canada               | Centre         |
| 165 | 10e  | Mark Green           | États-Unis           | Centre         |
| 180 | 11e  | Bob Sullivan         | Canada               | Ailier gauche  |
| 196 | 12e  | Bernhard Engelbrecht | Allemagne de l'Ouest | Gardien de but |

## 1979
| No  | Tour | Nom             | Nationalité | Position       |
| --- | ---- | --------------- | ----------- | -------------- |
| 12  | 1er  | Paul Reinhart   | Canada      | Défenseur      |
| 23  | 2e   | Mike Perovich   | Canada      | Défenseur      |
| 33  | 2e   | Pat Riggin      | Canada      | Gardien de but |
| 54  | 3e   | Tim Hunter      | Canada      | Ailier droit   |
| 75  | 4e   | Jim Peplinski   | Canada      | Ailier gauche  |
| 96  | 5e   | Brad Kempthorne | Canada      | Ailier droit   |
| 116 | 6e   | Glenn Johnson   | Canada      | Centre         |